# Bernt Hellborn
Bernt Hellborn, född den 4 november 1865 i Hällaryds församling, Blekinge län, död den 23 september 1929 i Strömstad, var en svensk jurist.
Hellborn avlade studentexamen i Lund 1886, filosofie kandidatexamen vid Lunds universitet 1888, juris utriusque kandidatexamen där 1891 och juris utriusque licentiatexamen 1895. Han promoverades 1895 till juris utriusque doktor efter disputation på avhandlingen Om strafflagskonkurrens vid brottsenhet. Efter tingstjänstgöring och tjänstgöring i Hovrätten över Skåne och Blekinge utnämndes Hellborn 1903 till häradshövding i Gällivare domsaga, varifrån han 1913 erhöll transport till Norrvikens domsaga. Bland offentliga uppdrag som anförtrotts honom kan nämnas ordförandeskapet i Strömstads stadsfullmäktige. Hellborn blev riddare av Nordstjärneorden 1914. Han vilar på Nättraby kyrkogård i Blekinge.